# Wszystko wszędzie naraz
Wszystko wszędzie naraz (oryg. Everything Everywhere All at Once, 2022) – amerykański fantastyczny komediodramat akcji w reżyserii Daniela Kwana i Daniela Scheinerta, którzy napisali także scenariusz. Zarówno sam film jak i scenariusz oraz reżyseria zostały nagrodzone Oscarami, podobnie jak role Michelle Yeoh, Ke Huy Quana i Jamie Lee Curtis.

## Fabuła
Evelyn, podstarzała właścicielka pralni, ma coraz większe problemy finansowe i rodzinne. Nie może się dogadać z córką, jej mąż chce się rozwieść, a fiskus nie daje spokoju. Jej sytuacja zaczyna się gwałtownie komplikować, gdy okazuje się, że jej problemy rodzinne mogą zaważyć na losach całego wieloświata, w którym może być zarówno najgorszą, jak i najbardziej obiecującą wersją samej siebie.

## Obsada
Źródło:
- Michelle Yeoh jako Evelyn Quan Wang
- Stephanie Hsu(inne języki) jako Joy Wang / Jobu Tupaki
- Ke Huy Quan jako Waymond Wang
- Jamie Lee Curtis jako Deirdre Beaubeirdre
- James Hong jako Gong Gong
- Jenny Slate jako Debbie
- Harry Shum Jr. jako Chad
- Tallie Medel(inne języki) jako Becky Sregor

## Produkcja
Zdjęcia do filmu kręcono w Kalifornii (głównie w Los Angeles) od stycznia do marca 2020. Michelle Yeoh i Ke Huy Quan ograniczyli pomoc kaskaderów do minimum, odgrywając sceny walk osobiście. Także Lee Curtis stroniła od dublerów, uczestnicząc chociażby w scenie, w której Evelyn wbija Deirdrie w ścianę.

## Premiera
Film Wszystko wszędzie naraz miał światową premierę 11 marca 2022, na festiwalu South by Southwest (SXSW). Dwa tygodnie później pojawił się w kinach w USA, a W Polsce zadebiutował 15 kwietnia. 29 lipca tego samego roku pojawiła się w kinach wydłużona wersja („extended cut”) filmu.

## Odbiór

### Box office
Przy budżecie szacowanym na 25 milionów dolarów Wszystko wszędzie naraz zarobiło w USA i Kanadzie około 77 milionów, a w pozostałych krajach równowartość ponad 66 mln USD; łącznie ponad 143 miliony.

### Reakcja krytyków
Film spotkał się z dobrą reakcją krytyków. W agregatorze recenzji Rotten Tomatoes 93% z 405 recenzji uznano za pozytywne, a średnia ocen wystawionych na ich podstawie wyniosła 8,50. Z kolei w agregatorze Metacritic średnia ważona ocen z 55 recenzji wyniosła 81 punktów na 100.

### Nagrody
Film był nominowany do Oscarów w 11 kategoriach i wygrał w siedmiu z nich: najlepszy film, najlepszy reżyser, najlepsza aktorka (pierwsza laureatka z Azji), najlepszy scenariusz oryginalny, najlepszy aktor drugoplanowy i najlepsza aktorka drugoplanowa oraz najlepszy montaż.
Film zdobył także 10 nominacji do nagrody BAFTA (wygrał w jednej kategorii), sześć do Złotego Globu (dostał dwa), 13 do nagrody Critics’ Choice (zdobył pięć).